# (21174) 1994 CG12
A (21174) 1994 CG12 a Naprendszer kisbolygóövében található aszteroida. Eric Walter Elst fedezte fel 1994. február 7-én.